# Margaret Sara Meggitt

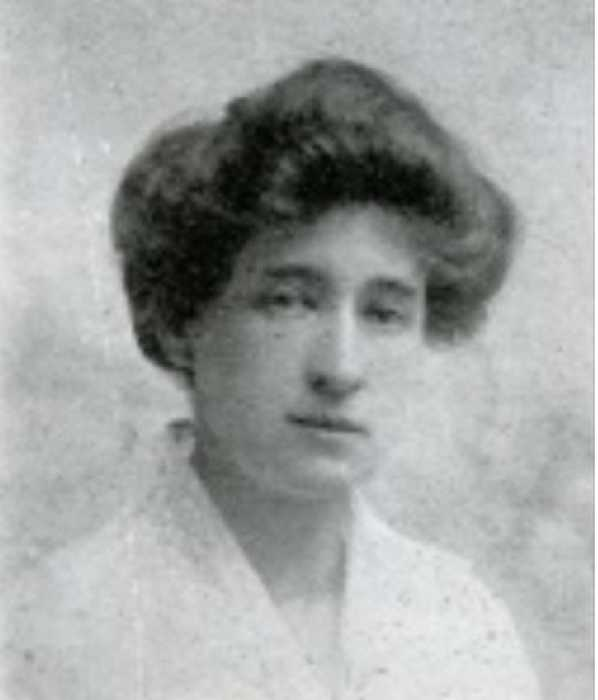
Margaret Sara Meggitt em 1920

Margaret Sara Meggitt foi uma activista política e sufragista em Newport durante o período da Primeira Guerra Mundial. Ela fundou a filial de Newport da Federação Nacional de Mulheres Trabalhadoras e foi a primeira mulher a participar do Newport Trades and Labor Council.

## Actividade política
Meggit esteve envolvida no movimento Sufragista em Mansfield e continuou a sua associação após se mudar para Newport, realizando reuniões na sua casa em The Cliff, Eveswell, Newport. Ela juntou-se ao Partido Trabalhista Independente, trabalhou para ajudar os pobres e deu conselhos e assistência a "mulheres em perigo" que ligavam para a sua casa. Ela frequentemente escrevia cartas para a imprensa local, muitas vezes lidando com questões femininas, como pensões de viúvas de guerra.

## Morte
Ela faleceu no dia 21 de março de 1920 após um grave ataque de asma.